# TLC (gruppo musicale)
Le TLC sono un gruppo musicale femminile statunitense di hip hop/R&B, formato da Tionne "T-Boz" Watkins, Lisa "Left Eye" Lopes e Rozonda "Chilli" Thomas.
Il gruppo si è formato ad Atlanta nel 1991 e ha esordito nel mondo musicale tramite l'etichetta LaFace, con la quale ha pubblicato il primo album nel 1992, Ooooooohhh.... On the TLC Tip, che vantava produzioni di molti giovani produttori importanti della scena urban pop, tra cui Babyface, Dallas Austin e Jermaine Dupri. L'album si è rivelato un successo istantaneo capace di ottenere diversi dischi di platino e produrre alcuni singoli di successo che sono entrati nella top10 della classifica statunitense, tra cui Ain't 2 Proud 2 Beg e Baby-Baby-Baby.
Ma è stato il secondo album che ha permesso al gruppo di ottenere prestigiosi riconoscimenti da parte della critica musicale e di arrivare al livello di super-star internazionali: CrazySexyCool, uscito nel novembre del 1994, ha venduto oltre dieci milioni di copie negli Stati Uniti ottenendo il disco di diamante dalla RIAA, il primo mai ottenuto da un gruppo completamente al femminile, e 23 milioni in tutto il mondo. L'album ha vinto numerosi premi, tra cui due Grammy Awards, e ha sfornato quattro singoli che sono finiti tutti nella top5 della classifica statunitense, tra cui i numeri 1 Creep e Waterfalls. CrazySexyCool ha ottenuto il plauso di molte riviste specializzate, ed è stato inserito in parecchie classifiche riguardanti i migliori album degli anni Novanta o di tutti i tempi.
Dopo uno iato durato cinque anni, in cui la band dichiarò bancarotta riempiendo le testate giornalistiche e iniziò una pubblicizzatissima battaglia con la casa discografica LaFace a causa di compensi irrisori derivati dalle vendite milionarie dei loro dischi, le TLC hanno pubblicato nel 1999 il loro terzo album, FanMail, caratterizzato da sonorità di stampo futuristico più vicine all'elettronica e al mondo della tecnologia, nonché contenente il più grande successo della band: il singolo No Scrubs. Anche FanMail si rivelò un successo mondiale, capace di vendere milioni di dischi e ottenere molti riconoscimenti, tra cui tre Grammy. 
Il 25 aprile 2002 Lisa "Left Eye" Lopes morì in un incidente automobilistico in Honduras. Successivamente venne pubblicato il quarto delle TLC, 3D, che possedeva diverse canzoni con la presenza di Left Eye. A distanza di 15 anni, nel 2017, l'ormai duo ritorna con un album di inediti, il primo senza la voce di Left Eye, dal titolo omonimo TLC.
Il gruppo ha venduto complessivamente più di 65 milioni di dischi e singoli in tutto il mondo, ottenendo quattro album multi-platino e quattro Grammy Awards. Nel 2012 il canale musicale VH1 ha classificato la band al dodicesimo posto tra le 100 Migliori Donne della storia della musica. Il successo avuto dalla band per tutti gli anni novanta l'ha resa un esempio imitatissimo nel mondo del R&B e del hip hop.

## Storia del gruppo

### Inizi
Il gruppo nacque formalmente nel 1991 ad Atlanta quando la cantante Tionne "T-Boz" Watkins, nativa di Des Moines, e la rapper Lisa "Left Eye" Lopes di Filadelfia insieme a Crystal Jones diedero vita a una formazione chiamata provvisoriamente "2nd Nature". Il trio riuscì a ottenere un'audizione con la cantante R&B Perri "Pebbles" Reid, la quale rimase talmente impressionata da garantire alle tre ragazze un incontro con i dirigenti dell'etichetta discografica LaFace, ovvero Antonio "L.A." Reid e Kenneth "Babyface" Edmonds. Reid vide del potenziale nel gruppo, ma decise di rimpiazzare Jones con la ballerina Rozonda "Chilli" Thomas; le tre cambiarono il nome del gruppo in "TLC" e si affidarono all'etichetta discografica LaFace Records, che nel 1992 produsse il loro primo disco, Ooooooohhh.... On the TLC Tip. Il nome "TLC" (che negli USA è un'abbreviazione molto usata per tender, loving care -simile all'italiano TVB) era originariamente la sigla dei nomi delle componenti della prima formazione: Tionne, Lisa e Crystal. Dopo l'abbandono di quest'ultima, e con l'entrata nel gruppo di Rozonda Thomas, le tre si diedero degli pseudonimi per rispettare la sigla, divenendo rispettivamente "T-Boz", "Left Eye" e "Chilli".

### Ooooooohhh... On the TLC Tip(1992)
Il primo album delle TLC, Ooooooohhh.... On the TLC Tip, uscì nel febbraio del 1992 e rappresentò un nuovo esempio di new jack swing in cui venivano mescolati in parti uguali R&B, funk e hip hop. L'album, prodotto principalmente da Babyface, Jermaine Dupri e Dallas Austin, divenne un istantaneo successo di pubblico, e divenne a meno di un anno dalla pubblicazione un disco multi-platino con oltre due milioni di copie vendute. Su quattro singoli pubblicati, tre entrarono nella top10 della classifica statunitense e ottennero ulteriori certificazioni dalla RIAA: Ain't 2 Proud 2 Beg (#2 nella classifica R&B e #6 in quella pop) e Baby-Baby-Baby (# 1 R&B e #2 pop) ottennero il disco di platino, mentre What About Your Friends (#2 R&B e #7 pop) il disco d'oro. Le TLC attirarono l'attenzione dei media grazie al loro stile, musicale e visivo, completamente diverso da altri gruppi femminili R&B del periodo. Musicalmente la forza del trio si basava sull'unicità vocale di ogni membro: la voce bassa e roca di T-Boz, usata principalmente nelle strofe delle canzoni, i vocalizzi da soprano di Chilli, utilizzati per armonizzare e durante i bridge delle canzoni, e il rap frizzante e leggermente nasale di Left Eye. Dal punto di vista visivo, le TLC si presentarono al pubblico con un look eccentrico e colorato, fatto di indumenti tipici dell'hip-hop e di elementi inusuali come biberon e preservativi attaccati ai vestiti; Left Eye applicò un preservativo alla lente sinistra degli occhiali in molte occasioni, come simbolo a favore del sesso sicuro.
Con i primi successi iniziarono anche i problemi dei singoli membri della band, molto pubblicizzati dai media.
Durante il loro primo tour nazionale, come opening-act di Mc Hammer, Watkins venne ricoverata urgentemente in seguito a un malore. In questa occasione rivelò agli altri membri della band e al loro management di essere malata di anemia drepanocitica.
Lopes iniziò a frequentare poco dopo l'uscita dell'album il giocatore di football degli Atlanta Falcons Andre Rison e nel 1994 si trasferì a vivere nella sua villa. La relazione andò avanti con momenti pieni di violenza che culminarono in una lite furiosa che spinse Lopes la mattina del 9 giugno 1994 a dare fuoco nella vasca da bagno a numerose paia di scarpe appena comprate da Rison. La vasca da bagno in vetroresina si sciolse velocemente e la struttura della villa iniziò a prendere fuoco altrettanto rapidamente. Lopes fu arrestata per incendio doloso, condannata a 5 anni di libertà vigilata e costretta a pagare una multa di 10000 $. In seguito Rison si riconciliò con Lopes, e i due continuarono a frequentarsi a più riprese per sette anni.

### CrazySexyCool(1994-1996)
All'inizio del 1994 le TLC tornarono in studio per iniziare a lavorare per il loro secondo album. Oltre ai produttori con cui lavorarono nel primo disco, il gruppo decise di aggiungere alla squadra anche gli Organized Noize e Sean "Puff Daddy" Combs. Quest'album rappresentò un cambiamento per il gruppo, che si diresse verso melodie più morbide e fluide, vicine al soul e al quiet storm, abbandonando il fracasso dei ritmi energici del primo album. Anche l'immagine del gruppo cambiò, optando per un look ancora hip-hop e di strada ma più femminile e sensuale. Il disco fu anticipato dall'uscita del primo singolo, Creep, che nel gennaio del 1995 raggiunse la prima posizione della classifica statunitense diventando il primo numero 1 in patria per la band. Il singolo raggiunse la prima posizione anche nella classifica R&B, dove rimase sul podio per nove settimane consecutive. Il secondo singolo, Red Light Special, replicò il successo del precedente, arrivando alla seconda posizione della classifica statunitense e ottenendo il disco d'oro. Con il terzo singolo le TLC superarono il successo di ogni singolo precedente: Waterfalls, forte anche dell'aiuto di un memorabile videoclip che ottenne ben 4 premi agli MTV Video Music Awards del 1995, raggiunse la prima posizione negli Stati Uniti, dove rimase per sette settimane consecutive, così come in Nuova Zelanda e in Svizzera. Inoltre fu il primo singolo della band a entrare nella top10 di numerosi paesi, tra cui Australia, Germania, Paesi Bassi e Regno Unito. Il quarto singolo dell'album, Diggin' On You, entrò nella top5 statunitense come i precedenti e ottenne il disco d'oro dalla RIAA.
Grazie al successo di quattro singoli tutti entrati nella top5 statunitense e con certificazioni d'oro o di platino, CrazySexyCool superò di gran lunga i risultati dell'album di debutto, riuscendo a ottenere molti dischi di platino in un solo anno, fino a ricevere il disco di diamante con oltre dieci milioni di copie vendute negli Usa il 26 giugno 1996, prima volta nella storia della musica per un gruppo femminile. L'album ha venduto in tutto il mondo oltre 20 milioni di copie, diventando il disco di maggior successo delle TLC e il secondo di maggior successo di un gruppo femminile nella storia della musica.
Il disco ha ricevuto nomination e riconoscimenti a molti dei più prestigiosi premi musicali, tra cui American Music Award, Billboard Music Awards e Soul Train Music Awards. Ai Grammy Awards del 1996, l'album ricevette ben cinque nomination, riuscendo a portare a casa i due primi grammofoni d'oro per la band: uno come Miglior Album R&B e un altro come Miglior interpretazione R&B di un gruppo, grazie al singolo Creep.
All'apice del successo però le TLC vissero difficoltà economiche rilevanti e furono costrette a dichiarare bancarotta (Chapter 11) il 3 luglio 1995. Le TLC dichiararono di avere debiti per un totale di 3500000 $ e accusarono per questo la loro manager Pebbles di averle fatto firmare un contratto per loro decisamente sconveniente. La band chiese di non essere più seguita come manager da Pebbles e cercò di rinegoziare il contratto iniziale firmato con la LaFace nel 1991. Contratto che permetteva alle cantanti di tratte 56 centesimi (divisi poi per tre) da ogni copia di album venduto e ancora meno per ogni copia di singolo venduto. Sia la casa discografica che il management del gruppo si rifiutarono di rivedere il contratto e affermarono che le tre ragazze non versavano in difficoltà economiche di nessun tipo, ma dichiararono bancarotta come escamotage per ottenere più soldi. Dopo due anni di battaglie legali il contratto con la LaFace venne alla fine rivisto e Pebbles acconsentì a sciogliere il contratto di produzione e managemente che la vedeva legata alla band, in cambio di royalty su uscite successive.

### FanMail(1999)
Dopo uno iato durato cinque anni, il gruppo tornò a registrare in studio per poter pubblicare il terzo album, che vide la luce nella primavera del 1999. FanMail, prodotto da Dallas Austin e nuovi produttori come Kevin "She'kspeare" Briggs, costituì un ulteriore cambio di rotta nel percorso artistico della band, che stavolta adottò un sound futuristico ed elettronico, vicino a sonorità tecnologiche e post-musicali. L'album debuttò direttamente al numero 1 della classifica statunitense, diventando il primo album della band a raggiungere la prima posizione della classifica degli album più venduti negli Stati Uniti. Il disco divenne un altro enorme successo per il gruppo, vendendo oltre sei milioni di copie in patria e più di dieci in tutto il mondo. Come l'album precedente, anche FanMail produsse due singoli al numero 1 negli Usa, No Scrubs e Unpretty. Entrambi i singoli vennero certificati disco d'oro dalla RIAA ed ebbero successo in tutto il mondo, superando al di fuori degli Usa il successo dei singoli di CrazySexyCool, che invece in patria rimangono i brani più famosi del gruppo.
FanMail contribuì a rinvigorire lo status di super-star delle TLC, grazie a numerosi riconoscimenti da parte di premi e critica. Ai Grammy del 2000, le TLC riuscirono a vincere in ben tre categorie, tra cui una seconda volta in quella del Miglior Album R&B e della Miglior interpretazione R&B di un gruppo. La band vinse in altri importanti premi come era successo con il secondo album. Tra questi Soul Train Music Awards e MTV Video Music Awards.
Nell'ottobre del 1999 la band iniziò il primo tour nordamericano, chiamato FanMail Tour.

### 3De la scomparsa di Left Eye
Nonostante il successo di FanMail, sul fronte interno si inasprirono le liti tra Left Eye e le compagne, con la cantante che rilasciò varie dichiarazioni nelle quali accusava di non riuscirsi ad esprimere liberamente nelle TLC. Il gruppo riuscì comunque a concludere il tour di FanMail, per poi prendere una pausa durante la quale Left Eye si dedicò ad un progetto solista, l'album Supernova, uscito nel 2000, e ad un duetto con la cantante britannica Melanie C, Never Be the Same Again, che divenne un hit. Agli inizi del 2002 il gruppo ritornò in studio per registrare il quarto album, 3D. Tuttavia, prima ancora che questo fosse completato, Left Eye morì in un incidente d'auto in Honduras, il 25 aprile di quell'anno. Le compagne di gruppo decisero di completare comunque il disco, anche a seguito della scomparsa della loro collega. Annunciarono inoltre la decisione di sciogliere la band dopo la sua uscita, per non rimpiazzare la Lopes.
Ad ogni modo, nel 2003 l'etichetta LaFace pubblicò Now and Forever: The Hits, greatest hits del gruppo. Frattanto, nel 2004, T-Boz e Chilli annunciarono che avrebbero organizzato un reality show intitolato "R U The Gir", la vincitrice del quale avrebbe potuto eseguire con loro un nuovo singolo in un concerto live ad Atlanta. La vincitrice fu la ventenne Tiffany "O'so Krispie" Baker che, malgrado le speculazioni di alcuni media, non entrò comunque a far parte stabilmente del gruppo, registrando bensì con loro un'unica canzone, I Bet, che venne inclusa in Now and Forever: The Hits.

### Periodo di attività ridotta e film televisivo
Nel 2007, venne pubblicato nel solo Regno Unito una nuova raccolta del gruppo, intitolata Crazy Sexy Hits: The Very Best of TLC. Il 4 aprile 2009 il gruppo ha tenuto un concerto in Giappone. Nell'ottobre seguente ha partecipato a un evento benefico tenuto da Justin Timberlake a Las Vegas Valley. Il 25 maggio 2011 si sono esibite ad American Idol. Nel 2012 Watkins e Thomas appaiono nel video di Waterfalls delle Stooshe, cover delle TLC.
Nel 2013 il gruppo collabora con J. Cole per il singolo Crooked Smile, estratto dall'album Born Sinner. Nell'ottobre 2013, dopo aver firmato un contratto con Epic Records, il gruppo pubblica la raccolta 20. 
Sempre nell'ottobre 2013, trasmesso da VH1, è uscito il film TV CrazySexyCool: The TLC Story, a cui hanno preso parte Keke Palmer nel ruolo di Rozonda Thomas, Lil Mama nel ruolo della compianta Lisa Lopes e Drew Sidora in quello di Tionne Watkins. Il film è stato diretto da Charles Stone III e scritto da Kate Lanier. Nel 2014 il gruppo ha tenuto un tour in Australia.

### 2015-presente: ultimo album
Nel gennaio 2015 il duo avvia una campagna su Kickstarter per la realizzazione di un nuovo album, che si chiude in maniera positiva dopo poco tempo grazie anche alle donazioni dei New Kids on the Block, di Katy Perry e di Justin Timberlake. Nel maggio 2015 avvia un tour in America del Nord insieme ai New Kids on the Block e Nelly. Nel 2016 il duo intraprende il TLC 2016-17 Tour, che tocca Filippine, Nuova Zelanda, Giappone, Australia, Canada e Stati Uniti.
Il quinto album in studio, l'eponimo TLC, viene pubblicato nel giugno 2017 dalla nuova label 852 Musiq, in partnerariato con diverse agenzie di distribuzione, tra cui Red Distribution per quanto riguarda gli Stati Uniti. Il disco è stato anticipato da due singoli: Way Back feat. Snoop Dogg e Haters, diffusi rispettivamente a aprile e maggio 2017. Nell'estate 2017 sono "headliner" dell'I Love the 90s: The Party Continues Tour, organizzato dalla Universal Attractions Agency per celebrare gli anni '90 in Canada e Stati Uniti.

## Formazione

### Formazione attuale
- Tionne "T-Boz" Watkins (dal 1991)
- Rozonda "Chilli" Thomas (dal 1991)

### Ex componenti
- Lisa "Left Eye" Lopes (1991-2002; morta nel 2002)

## Discografia

### Album in studio
- 1992 - Ooooooohhh.... On the TLC Tip
- 1994 - CrazySexyCool
- 1999 - FanMail
- 2002 - 3D
- 2017 - TLC

### Raccolte
- 2003 - Now and Forever: The Hits
- 2007 - Crazy Sexy Hits: The Very Best of TLC
- 2009 - We Love TLC (solo in Giappone)
- 2013 - TLC 20: 20th Anniversary Hits (solo in Giappone)
- 2013 - 20

### Singoli
- 1991 - Ain't 2 Proud 2 Beg
- 1992 - Baby Baby Baby
- 1992 - What About Your Friends
- 1993 - Hat 2 Da Back
- 1993 - Get It Up
- 1994 - Creep
- 1995 - Red Light Special
- 1995 - Waterfalls
- 1995 - Diggin' On You
- 1999 - No Scrubs
- 1999 - Unpretty
- 1999 - Dear Lie
- 2002 - Girl Talk
- 2002 - Hands Up
- 2003 - Damaged
- 2004 - Come Get Some (feat. Lil Jon & Sean Paul)
- 2005 - I Bet (feat. O'so Krispie)
- 2014 - Gift Wrapped Kiss
- 2016 - Haters
- 2017 - Way Back (feat. Snoop Dogg)
- 2017 - It's Sunny

### Apparizioni in compilation
- 2001 - MTV: TRL Christmas